# Krønge Sogn
Krønge Sogn 

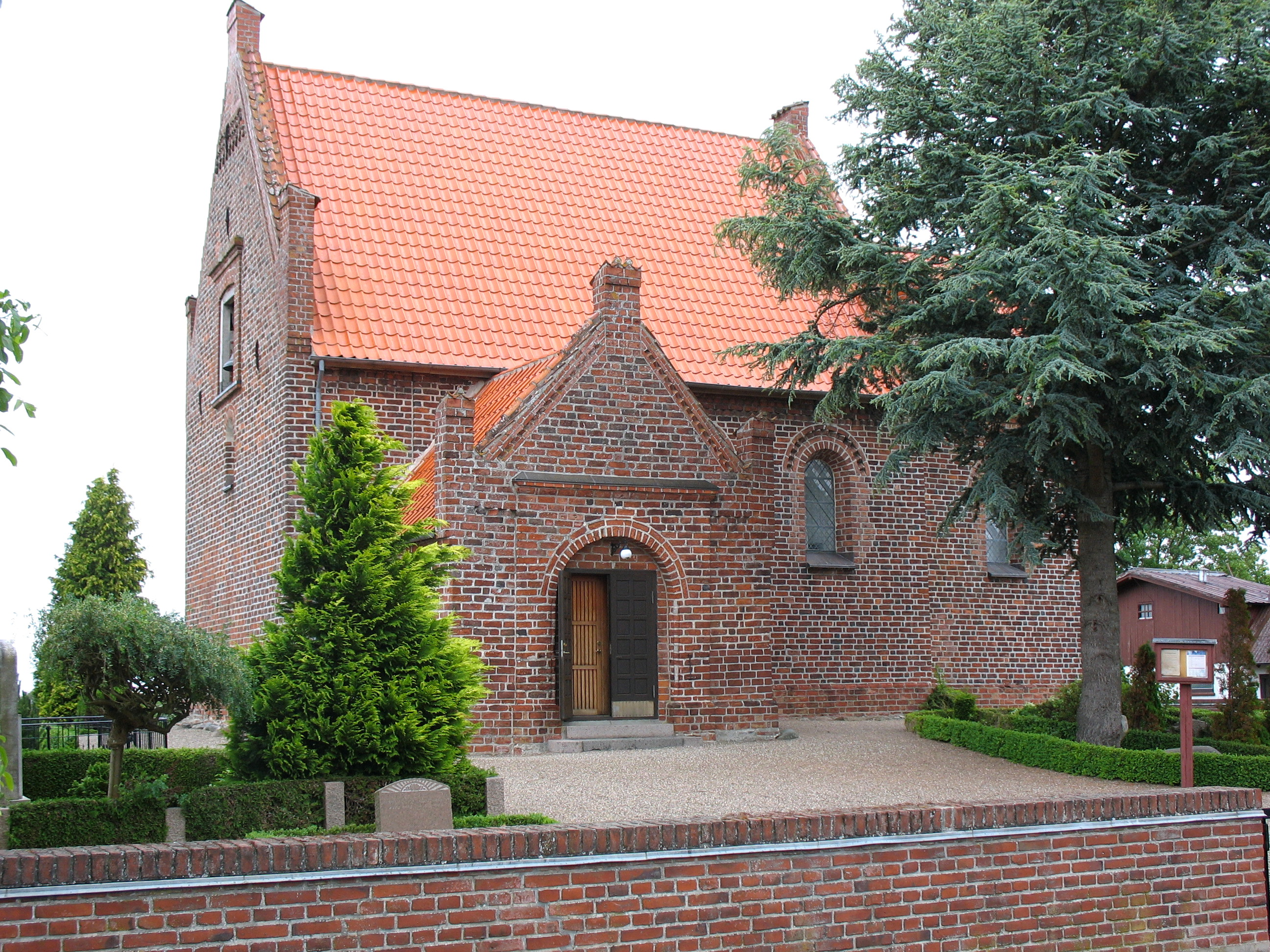
Krønge Kirke

ist eine Kirchspielsgemeinde (dän.: Sogn)
auf der Insel Lolland im südlichen Dänemark.
Bis 1970 gehörte sie zur Harde Fuglse Herred im damaligen Maribo Amt, danach zur Holeby Kommune im Storstrøms Amt, die im Zuge der  Kommunalreform zum 1. Januar 2007 in der Lolland Kommune in der Region Sjælland aufgegangen ist.
Im Kirchspiel leben 85 Einwohner (Stand: 1. Januar 2023).
Im Kirchspiel liegt die Kirche „Krønge Kirke“.
Nachbargemeinden sind Westen Bursø Sogn und im Süden Torslunde Sogn und Fuglse Sogn, ferner in der östlich benachbarten Guldborgsund Kommune Godsted Sogn.